# Krabbeneter
De krabbeneter of krabbenrob (Lobodon carcinophagus) is een zeehond die voorkomt rond Antarctica. Het is waarschijnlijk het meest algemene zeeroofdier. Hij behoort tot de onderfamilie der zuidelijke zeehonden (Lobodontinae). De krabbeneter is gespecialiseerd in het jagen op krill, niet op krabben.

## Uiterlijk
De krabbeneter is een lang, slank dier met een lange kop en een lange, dunne snuit. De ogen zitten wat ver van elkaar verwijderd. De vinnen zijn lang en spits aan het uiteinde. Hij heeft een lichtgrijze vacht, die bleker wordt naarmate het dier ouder wordt. Sommige dieren hebben onregelmatige vlekken op de flanken en de vinnen. Hij heeft een meer bruine zomervacht en een roomwitte wintervacht. De snorharen zijn kort en wit.
Het gebit is aangepast aan de jacht op krill. In de bovenkaak zitten twee paar kleine snijtanden en hoektanden. In de onderkaak zit één paar snijtanden en zeer kleine hoektanden. De driehoekige achterste tanden hebben drie grote lobben. Gesloten zitten er vrij kleine openingen tussen de tanden, waarmee ze het krill uit het water zeven. Een benige rand achter de laatste tanden voorkomt dat het krill weer kan ontsnappen.
Hij wordt 230 tot 280 centimeter lang (gemiddeld 257 centimeter) en weegt 200 tot 350 kilogram. Vrouwtjes zijn groter dan mannetjes. vrouwtjes wegen gemiddeld 235 kilogram, mannetjes 225 kilogram.

## Voedsel

Schema van het gebit van de krabbeneter.

Krill, de belangrijkste voedselbron van de krabbeneter, komt  talrijk in de bovenste lagen van de Antarctische wateren voor. Het is een van de weinige echte specialisten onder de zeeroofdieren. Krill is zeer algemeen en de krabbeneter heeft nauwelijks voedselconcurrentie: krabbeneters jagen voornamelijk rond het pakijs, terwijl baardwalvissen meer in open zee jagen. Omdat krill met het drijvend ijs meetrekt, heeft een meeliftende krabbeneter constant toegang tot voedsel. Door de grote talrijkheid van het voedsel is het een van de meest talrijke grote zoogdieren: er zijn naar schatting zo'n zeven tot veertien miljoen dieren. De meeste dieren leven enkel van krill, maar sommige dieren vullen hun menu aan met andere schaaldieren en vissen, maar ook koppotigen (voornamelijk pijlinktvissen) en andere ongewervelde dieren.

## Leefwijze

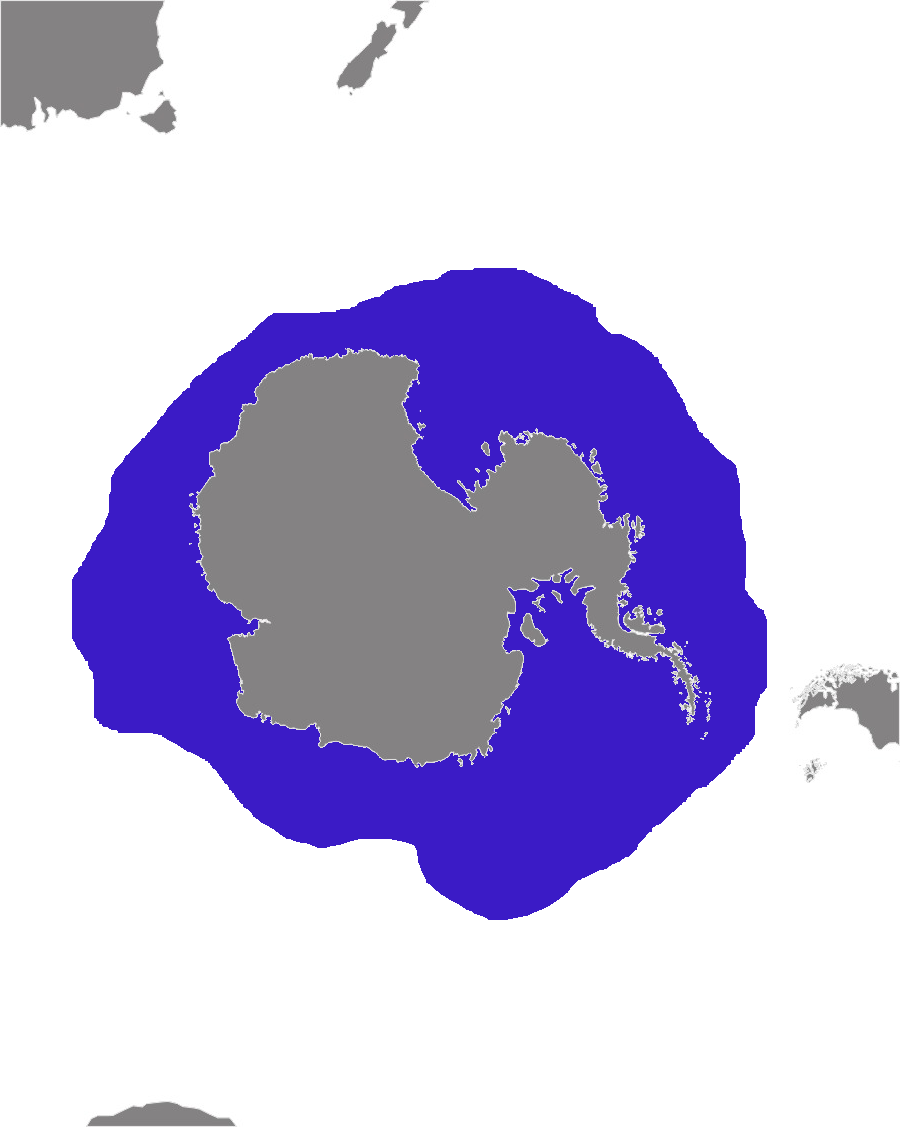
Het verspreidingsgebied rond Antarctica (blauw).

Meestal kan de krabbeneter liggend op het pakijs worden waargenomen. Hierdoor ontsnappen ze aan vijanden en besparen ze waarschijnlijk energie. De belangrijkste natuurlijke vijanden zijn de orka en de zeeluipaard. Vooral jonge dieren worden gegrepen. Oudere dieren hebben diepe littekens overgehouden aan ontmoetingen met zeeluipaarden. Deze littekens zijn te herkennen aan twee diepe, parallelle lijnen die wel dertig centimeter lang kunnen zijn.
De krabbeneter kan zich snel over het ijs voortbewegen, door zich afwisselend met de voorpoten en met het bekken af te zetten. Sommige bronnen beweren dat ze hierbij snelheden kunnen bereiken van wel 25 kilometer per uur.
De krabbeneter trekt 's winters in kleine groepen van tien tot twaalf dieren ver de oceaan in, tot de kust van Australië, Zuid-Afrika en Zuid-Amerika. Deze groepen vallen in oktober uiteen, als de paartijd aanbreekt. De dieren trekken dan in paren verder.

## Voortplanting
Het ene jong wordt tussen september en eind december geboren op het pakijs. De meeste jongen worden geboren in de tweede helft van oktober. Vrouwtjes werpen meestal enkel in bijzijn van het mannetje, die waarschijnlijk niet de vader van het jong is. Andere krabbeneters bevinden zich meestal op een afstand van één à twee kilometer van elkaar. Het jong heeft een wollige, grijsbruine vacht, is ongeveer 120 centimeter lang en 20 tot 40 kilogram zwaar. De jongen worden 14 tot 21 dagen gezoogd. Ze groeien hierbij van 25 tot 110 kilogram.
Aan het einde van de zoogtijd, tussen oktober en december, raakt het vrouwtje in oestrus en vindt ook de paartijd plaats. Al die tijd heeft het mannetje gewacht tot het vrouwtje weer paarbereid is, en heeft zich nauwelijks met het jong bemoeid. Het mannetje is tijdens de zoogtijd zelfs agressief en probeert herhaaldelijk het vrouwtje van het jong te scheiden. Het vrouwtje is echter groter dan het mannetje en laat zich niet makkelijk wegjagen. Rond de tijd dat het jong is gespeend, wordt het mannetje dominant en mag hij paren. na de paring blijven mannetje en vrouwtje nog één à twee weken samen.
Als een ander mannetje in de buurt komt, zullen de twee mannetjes vechten. Deze gevechten kunnen maximaal zes minuten lang duren, en mannetjes kunnen aan deze gevechten blijvende littekens overhouden. Vooral oudere mannetjes zitten onder de littekens, mede dankzij deze gevechten. Deze littekens bevinden zich voornamelijk rond het gezicht en de vinnen. Andere littekens, van aanvallen van zeeluipaarden, bevinden zich voornamelijk op de rug en de flanken.
Na de zoogtijd verzamelen de jongen zich in groepen, mogelijk als bescherming tegen de zeeluipaarden. Na vijf tot zeven jaar is het dier volgroeid en de dieren zijn geslachtsrijp tussen de 2,5 en 6 jaar. De gemiddelde leeftijd waarop vrouwtjes zich voor het eerst voortplanten was meer dan vier jaar in 1945, maar twintig jaar later, in 1965, was het minder dan drie jaar. Waarschijnlijk komt dit door een toename in de hoeveelheid krill door een afname van het aantal baardwalvissen dankzij een intensieve walvisjacht. De toename van het aantal krill leidt tot een toename in gewicht, en het moment waarop dieren zich voor het eerst gaan voortplanten is meer afhankelijk van het gewicht dan van de leeftijd.
Dieren kunnen tot veertig jaar oud worden, maar worden gemiddeld een jaar of twintig.

## Afbeeldingen

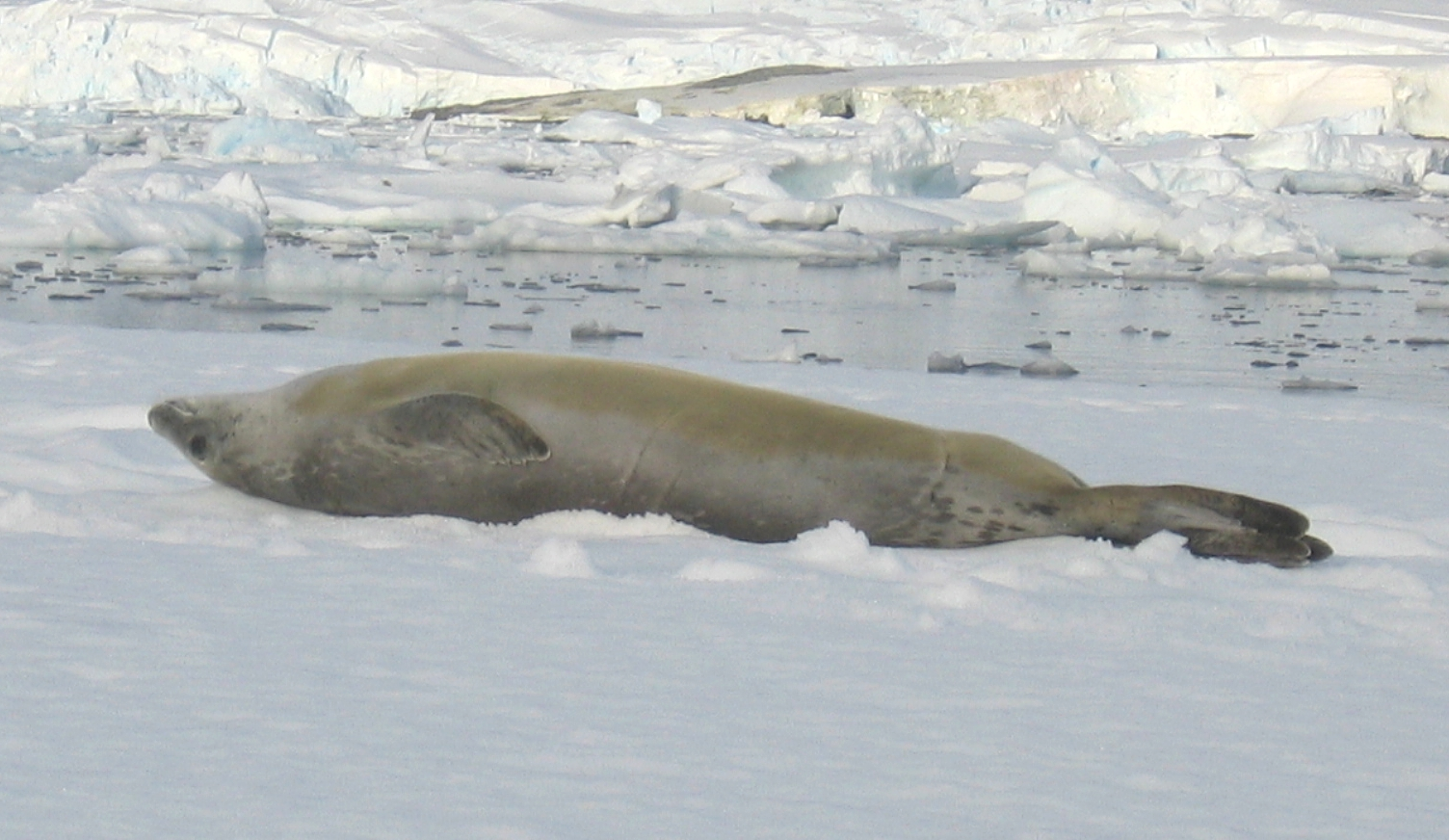
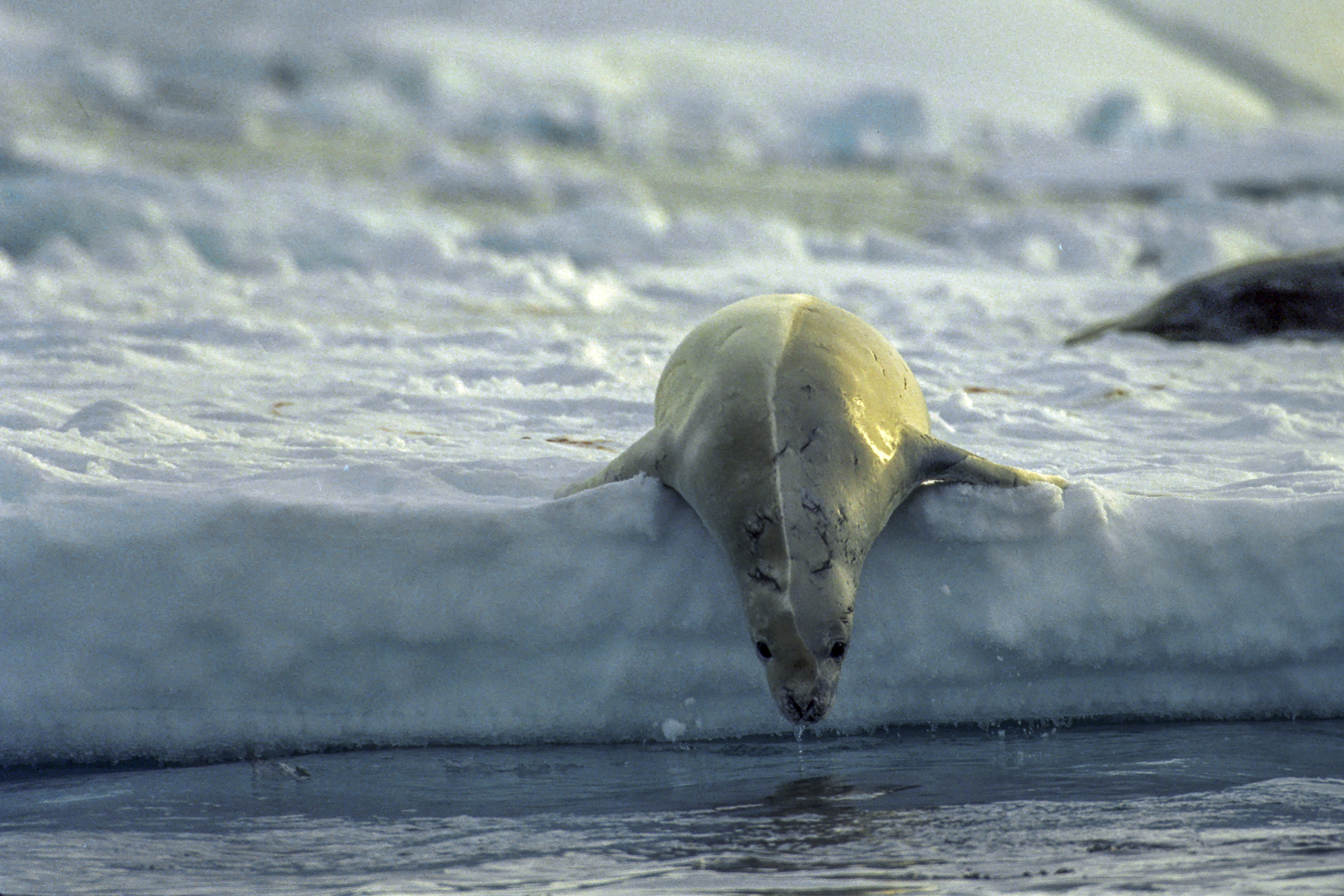
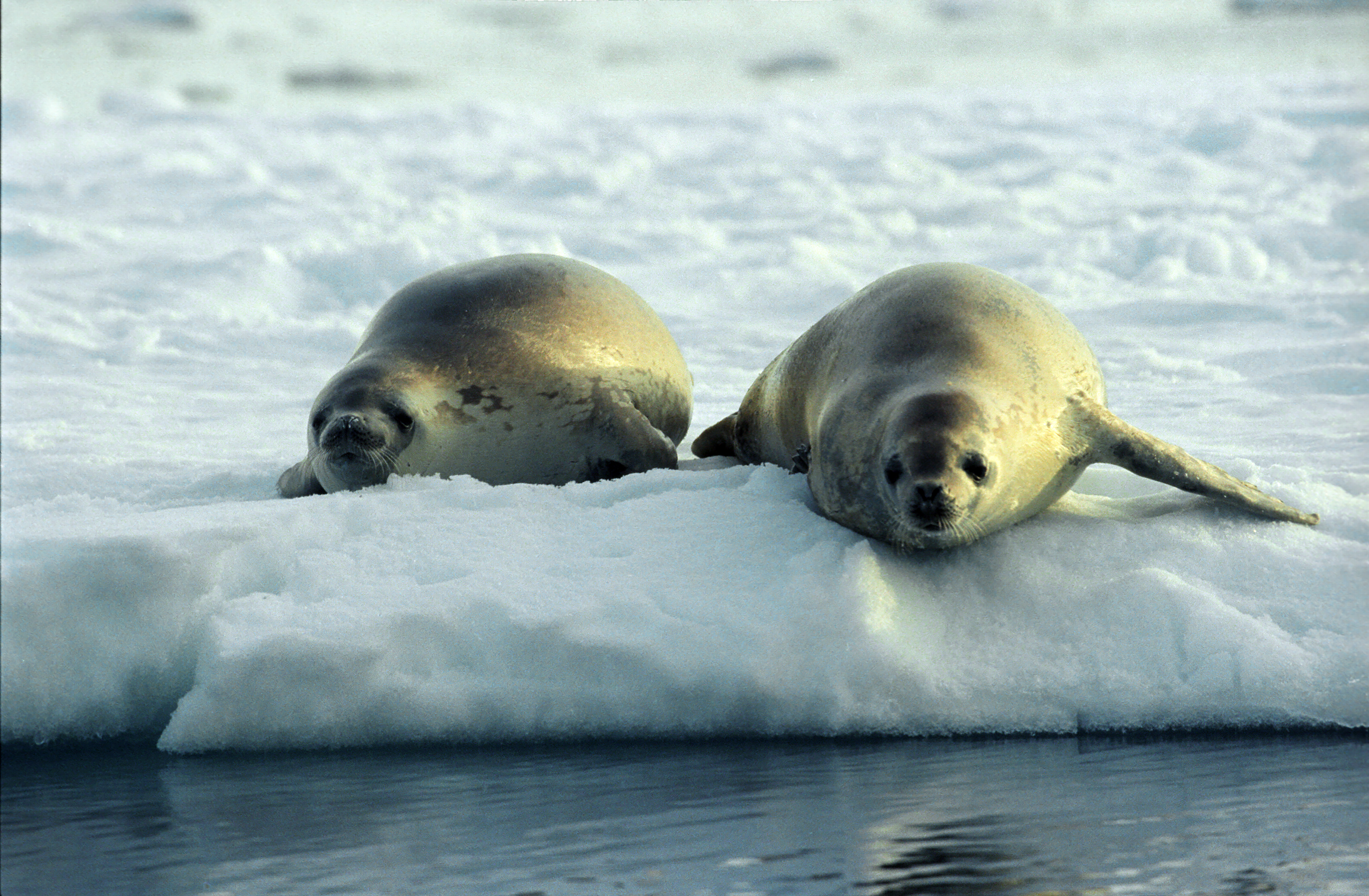
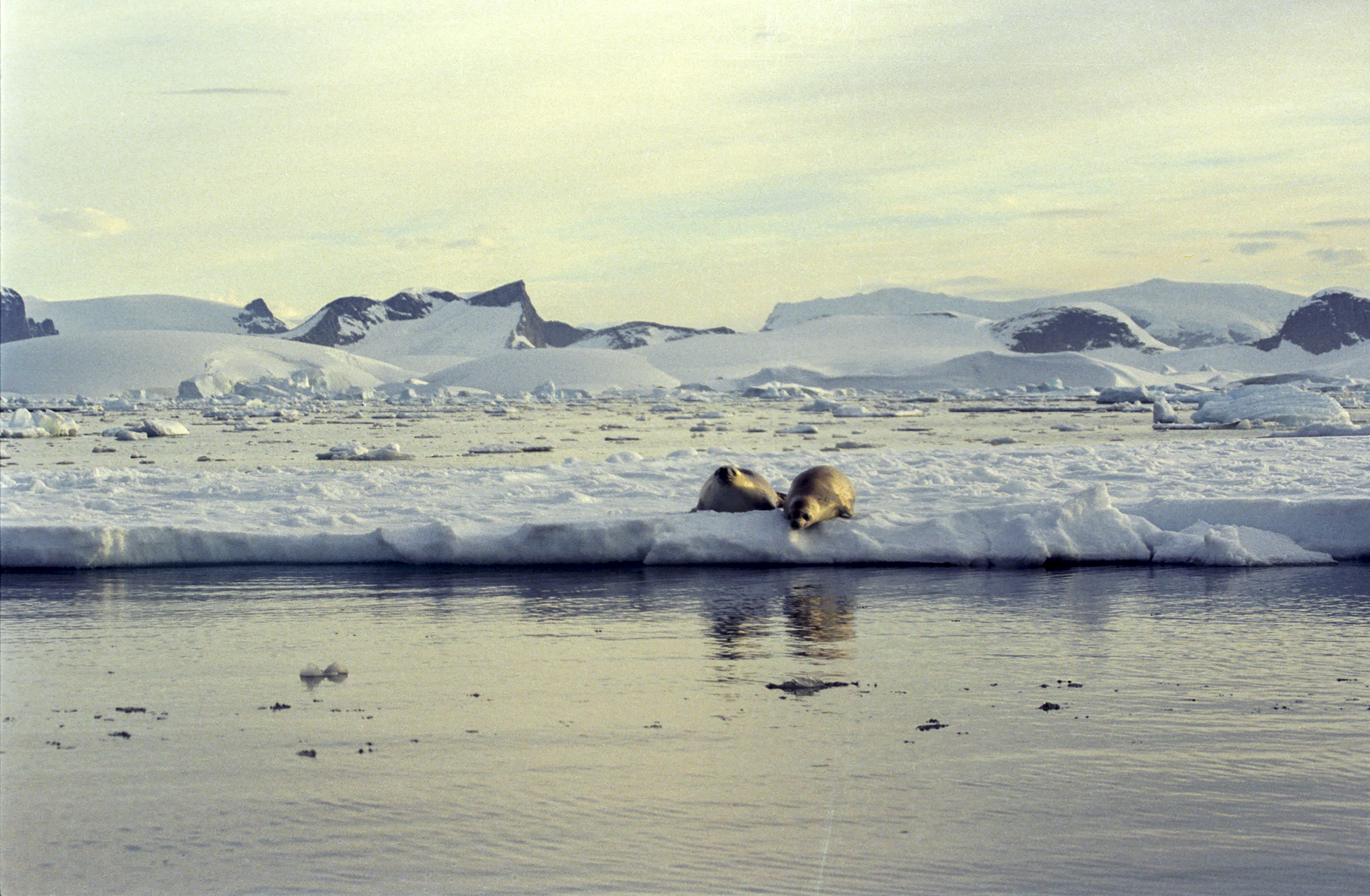
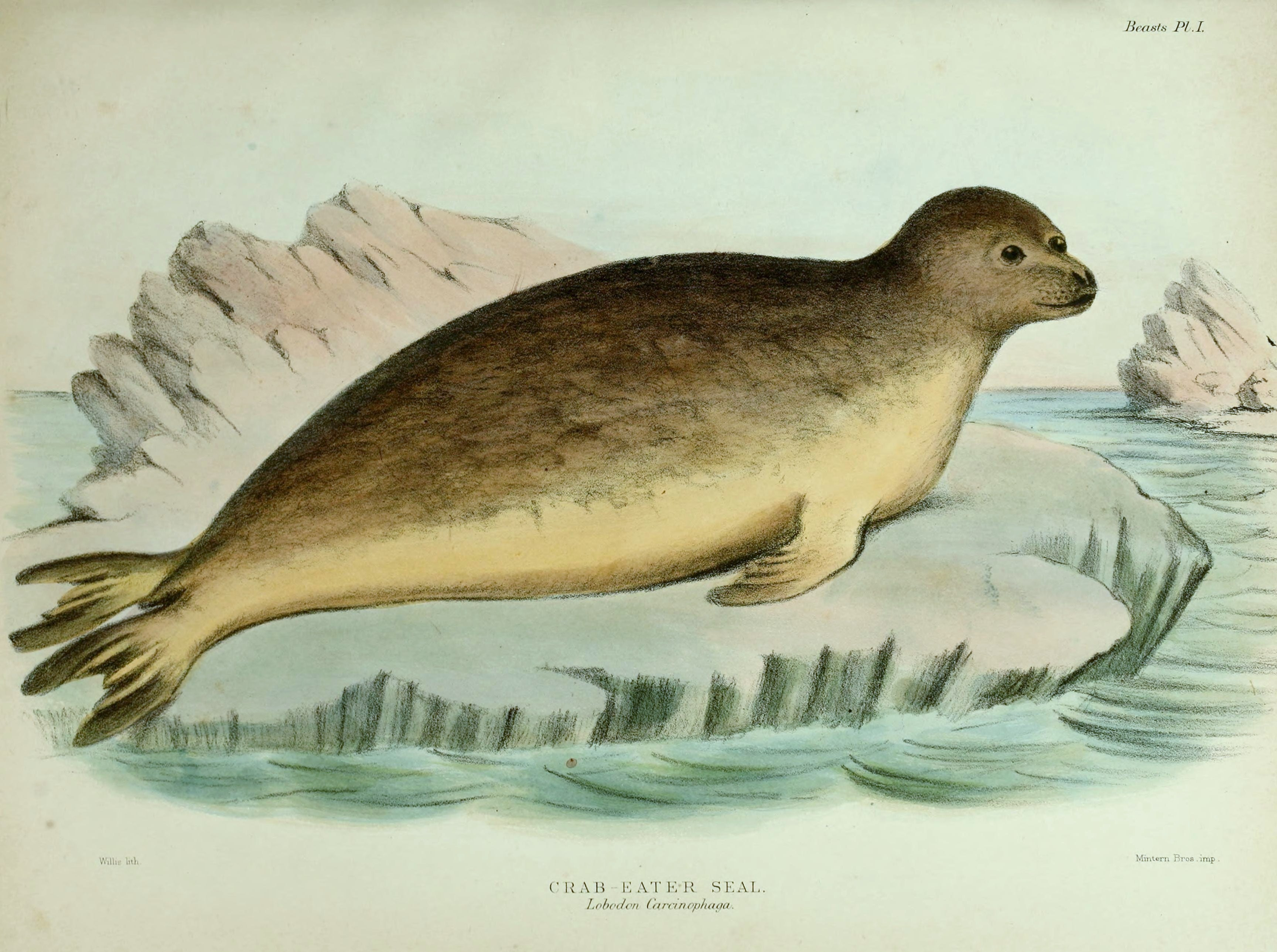
tekening van John Edward Gray uit 1844